# 通政使司
通政使司，簡稱通政司，始設於明朝，為皇帝與各部門之間的收發出納機關，處理內外章疏敷奏封駁之事，清朝沿置，屬於輔助部門。該機構控管各行省題本，除了負責校閱外，也在未呈送前，先送內閣。登聞鼓院在西長安門，小廳三間，東向傍一小樓懸鼓讓冤民擊打。

## 官制

### 明朝
明朝通政使司設正三品通政使一人，正四品左右通政各一人，正四品謄黃右通政一人，正五品左右參議各一人，其屬經歷司正七品經歷一人，正八品知事一人。

### 清朝
清朝仍設有通政使、通政使司副使、左右通政、通政司參議等官職。

### 引用
1. ↑  《欽定歷代職官表》卷二十一

## 延伸阅读
[在维基数据编辑]
 《欽定古今圖書集成·明倫彙編·官常典·通政司部》，出自陈梦雷《古今圖書集成》